# Ledovcový fjord v Ilulissatu
Ledovcový fjord v Ilulissatu se nachází 250 km severně od polárního kruhu a 40 km západně od grónského pevninského ledovcového příkrovu, blízko města Ilulissat. Fjord je 40 km dlouhý a 7 km široký. Na konci fjordu ústí ledovec Jakobshavn Isbræ, který je nejproduktivnějším ledovcem na severní polokouli.
Ledovec se pohybuje rychlostí 20 až 35 metrů za den. Časté jsou i ledovcové hory vysoké 1000 m, které vznikají ve zlomu ledovcového masivu. Plovoucí ledovce se často dostanou k 40. až 45. rovnoběžce (jižně od Britských ostrovů na úrovni New Yorku).